# العلاقات الكاميرونية الجيبوتية
العلاقات الكاميرونية الجيبوتية هي العلاقات الثنائية التي تجمع بين الكاميرون وجيبوتي.

## مقارنة بين البلدين
هذه مقارنة عامة ومرجعية للدولتين:
| وجه المقارنة                                              | الكاميرون                      | جيبوتي                    |
| --------------------------------------------------------- | ------------------------------ | ------------------------- |
| المساحة (كم2)                                             | 475.44 ألف                     | 23.20 ألف                 |
| عدد السكان (نسمة)                                         | 24.05 مليون                    | 956.99 ألف                |
| الكثافة السكانية (ن./كم²)                                 | 50.58                          | 41.25                     |
| العاصمة                                                   | ياوندي                         | جيبوتي                    |
| اللغة الرسمية                                             | لغة فرنسية، لغة إنجليزية       | لغة فرنسية، اللغة العربية |
| العملة                                                    | فرنك وسط أفريقي                | فرنك جيبوتي               |
| الناتج المحلي الإجمالي (بليون دولار)                      | 34.80 مليار                    | 1.84 مليار                |
| الناتج المحلي الإجمالي (تعادل القوة الشرائية) بليون دولار | 72.72 مليار                    | 3.10 مليار                |
| الناتج المحلي الإجمالي الاسمي للفرد دولار أمريكي          | 1.22 ألف                       | 1.95 ألف                  |
| الناتج المحلي الإجمالي للفرد دولار أمريكي                 | 2.97 ألف                       | 3.27 ألف                  |
| مؤشر التنمية البشرية                                      | 0.512                          | 0.470                     |
| رمز المكالمات الدولي                                      | +237                           | +253                      |
| رمز الإنترنت                                              | .cm                            | .dj                       |
| المنطقة الزمنية                                           | توقيت غرب أفريقيا، ت ع م+01:00 | ت ع م+03:00               |

## منظمات دولية مشتركة
يشترك البلدان في عضوية مجموعة من المنظمات الدولية، منها:
| علم المنظمة | اسم المنظمة                                                | تاريخ انضمام الكاميرون | تاريخ انضمام جيبوتي |
| ----------- | ---------------------------------------------------------- | ---------------------- | ------------------- |
|             | وكالة ضمان الاستثمار متعدد الأطراف                         | 7 أكتوبر 1988          | 12 يناير 2007       |
|             | الأمم المتحدة                                              | 20 سبتمبر 1960         | 20 سبتمبر 1977      |
|             | العملية المشتركة للاتحاد الأفريقي والأمم المتحدة في دارفور | ?                      | ?                   |
|             | منظمة التعاون الإسلامي                                     | ?                      | ?                   |
|             | منظمة حظر الأسلحة الكيميائية                               | ?                      | ?                   |
|             | منظمة التجارة العالمية                                     | ?                      | ?                   |
|             | منظمة الشرطة الجنائية الدولية                              | ?                      | ?                   |
|             | الاتحاد الأفريقي                                           | ?                      | ?                   |
|             | البنك الإفريقي للتنمية                                     | ?                      | ?                   |
|             | مؤسسة التنمية الدولية                                      | 10 أبريل 1964          | 1 أكتوبر 1980       |
|             | يونسكو                                                     | 11 نوفمبر 1960         | 31 أغسطس 1989       |
|             | مجموعة دول أفريقيا والكاريبي والمحيط الهادئ                | ?                      | ?                   |
|             | الاتحاد البريدي العالمي                                    | ?                      | ?                   |
|             | البنك الدولي للإنشاء والتعمير                              | 10 يوليو 1963          | 1 أكتوبر 1980       |
|             | أفريستات ‏                                                  | 21 سبتمبر 1993         | 2010                |
|             | الاتحاد الدولي للاتصالات                                   | 22 ديسمبر 1960         | 22 نوفمبر 1977      |
|             | مؤسسة التمويل الدولية                                      | 1 أكتوبر 1974          | 1 أكتوبر 1980       |

## وصلات خارجية
- موقع وزارة الخارجية الكاميرونية